# Elaphria clara
Elaphria clara är en fjärilsart som beskrevs av Harvey 1878. Elaphria clara ingår i släktet Elaphria och familjen nattflyn. Inga underarter finns listade i Catalogue of Life.